# Arkadiivka, Zhurivka
Arkadiivka (în ucraineană Аркадіївка) este localitatea de reședință a comunei Arkadiivka din raionul Zhurivka, regiunea Kiev, Ucraina.

## Demografie
Componența lingvistică a localității Arkadiivka
     Ucraineană (97,94%)
     Rusă (1,86%)
     Alte limbi (0,2%)
Conform recensământului din 2001, majoritatea populației localității Arkadiivka era vorbitoare de ucraineană (97,94%), existând în minoritate și vorbitori de rusă (1,86%).